# Phyprosopus
Phyprosopus es un género de lepidópteros perteneciente a la familia Erebidae. Es originario de Norteamérica.

## Especies
- Phyprosopus calligrapha Hampson, 1926
- Phyprosopus callitrichoides Grote, 1872